# ELLY (ラッパー)
ELLY（엘리、エリー、LE、本名：アン・ヒョジン〈安 孝珍〉、1991年12月20日 - ）は、大韓民国・ソウル特別市出身の女性歌手であり作詞作曲家。ガールズグループEXIDのメンバー。身長は169cm。

## 人物
EXIDのメインラッパー兼作詞作曲家。
2008年JYP公開オーディションで1位になった経歴を持つ2.5世代トップレベルの実力派ラッパーである。またEXIDの全てのタイトル曲は新沙洞の虎との共同制作である。2012年に発売された「Every Night」はELLYが単独で制作し、新沙洞の虎が再編曲して作られた名曲である。EXIDの活動終了後はTRエンターテインメントに移籍し、同事務所所属のガールズグループTRI.BEのプロデューサーとして活動している。また2023年11月には公式ホームページがオープンし、ソロデビューを予告した。
- 2008年、JYP公開オーディションで1位。当時の芸名はELLY。
- 2012年2月16日、EXIDのサブリーダーとしてデビュー。芸名をLEに変更。
- 2020年3月25日、バナナカルチャーと契約満了。[3]
- 2021年初旬、ガールズグループTRI.BEのプロデュースに新沙洞の虎と共に参加。[4]
- 2022年9月29日、EXID10周年アルバム「X」のメインプロデューサーとして楽曲を制作。芸名をELLYに変更。
- 2023年4月17日、TRI.BEの所属事務所でもあるTRエンターテインメントと契約。[5]
- 2023年11月1日、公式ホームページがオープン。

## 作詞・作曲
EXID(タイトル曲のみ表示)(＋他)
- Whoz That Girl
- Every Night
- Up & Down
- Ah Yeah
- HOT PINK
- L.I.E
- Night Rather Than Day
- DDD
- LADY
- I LOVE YOU
- Me＆You
- FIRE

TRI.BE
- DOOM DOOM TA
- Loca
- RUB-A-DUM
- LORO (feat.ELLY)
- WOULD YOU RUN
- LOBO
- -18
- TRUE
- Santa For You
- The Bha Bha Song
- KISS
- In The Air (777)
- Memu Aagamu
- WE ARE YOUNG
- WONDERLAND

Trouble Maker
- Trouble Maker
- Now

ヒョナ
- French Kiss
- Blacklist (feat.ELLY)

DIA
- My Friend's Boyfriend

Secret
- Talk That

7SENSES
- SWAN

FIESTAR
- You're Pitiful

JEWELRY
- Look At Me

Boys Republic
- Round

Zia
- Hurt (feat.ELLY)

K.Will
- Sweet Girl (feat.ELLY)

The SeeYa
- The Song of Love (feat.ELLY)

ALi
- Goodbye Mr. Kim (feat.ELLY)

フィソン
- Hold Over (feat.ELLY)

レオ(VIXX)
- Cover Girl (feat.ELLY)

バン・ヨングク
- Xie Xie REMIX (feat.Sway D,Liquor & ELLY)